# Казлаус, Номеда
Номеда Казлаус (лит. Nomeda Kazlaus, урождённая Nomeda Kazlauskaitė; род. 1974) — литовская оперная певица (сопрано).

## Биография
Родилась 13 февраля 1974 года в Вильнюсе, Литовская ССР, ныне Республика Литва.
Игре на фортепиано обучалась с шести лет в вильнюсской Школе искусств имени М. К. Чюрлёниса (лит. Nacionaline Mikalojaus Konstantino Čiurlionio menų mokykla). Затем музыкальное образование продолжила в Литовской академии музыки и театра. Во время учёбы в академии решила стать оперной певицей.
Профессиональный дебют Номеды состоялся в заглавной роли оперы Бизе «Кармен», затем последовали роли Эболи в «Доне Карлосе» и Прециозиллы в «Силе судьбы» (обе — Верди) и другие.
В 2000 году в Андорре Номеда Казлаус посещала мастер-классы испанской сопрано-певицы Монсеррат Кабалье. После этой встречи между певицами завязалось сотрудничество, вылившееся в серию совместных концертов. Участвуя в этих мастер-классах, певица познакомилась с выдающимися исполнителями, среди которых были Эрнст Хефлигер, Франсиско Арайса, Юлия Хамари, а также дирижёрами — Иегуди Менухин, Валерий Гергиев, Туган Сохиев и театральными режиссёрами — Эймунтас Някрошюс, Пьер Журдан, Михал Знанецкий.
Номеда выступала в главных ролях на гала-концертах и фестивалях: Ravenna Festival в Равенне (Италия), Пералада в Каталонии (Испания), «Московская театральная весна» в России, в городе Узедом (Германия), St John's Smith Square в Лондоне, в Большом зале Гостиного двора Москвы (с Монтсеррат Кабалье по случаю открытия зала), Большом зале Московской консерватории, в Cankar Centre в Любляне (Словения) и на других мировых площадках.
В мае 2010 года Номеда Казлаус способствовала приезд Монсеррат Кабалье в Вильнюс, где они дали совместный гала-концерт в литовском Национальном театре оперы и балета, чтобы отметить десятую годовщину своего сотрудничества.
Номеда Казлаус замужем, имеет дочь Одабеллу (имя досталось из оперы Джузеппе Верди «Аттила»).